# Volvo B10R
Volvo B10R är ett busschassi med normalgolv och längsmonterad liggande motor bak, tillverkat av Volvo mellan 1978 och 1993. Det ersatte bakmotorchassit Volvo B59 från tidigt 1970-tal och fanns i 11,5–12 meters längd (B10R-55 och B10R-59) samt med två axlar.
Bussar som byggde på B10R blev i huvudsak stadsbussar, bland annat för att golvet i den främre delen av bussarna var lägre än hos B10M. B10M kunde istället ha ett lägre golv bakom bakaxeln i stadsbussutförande. På det viset blev B10R allmänt mera lättillgängligt. B10R var även en mycket billigare konstruktion jämfört med B10M och blev en relativt vanlig syn i de svenska städerna under 1980- och 1990-talen.
Vissa bussar hade ett trappsteg under dörrarna, och därmed ett plant golv innanför dessa. Dessa bussar var tänkta att användas tillsammans med något förhöjda hållplatser, för att göra insteget till bussarna så enkelt som möjligt. De kunde även användas vid vanliga hållplatser då de hade en utfällbar ramp. Volvo B10R ersattes av Volvo B10B under 1992 och togs ur produktion följande år.
I Sverige och Norge fanns chassit i de allra flesta fall tillgängligt med Säfflekaross i lättmetall, men i många andra länder där chassit fanns tillgängligt fanns olika externa och lokala karosstillverkare som kunde bygga bussar på chassit, till exempel Jonckheere i Belgien eller Den Oudsten i Nederländerna.

## Galleri

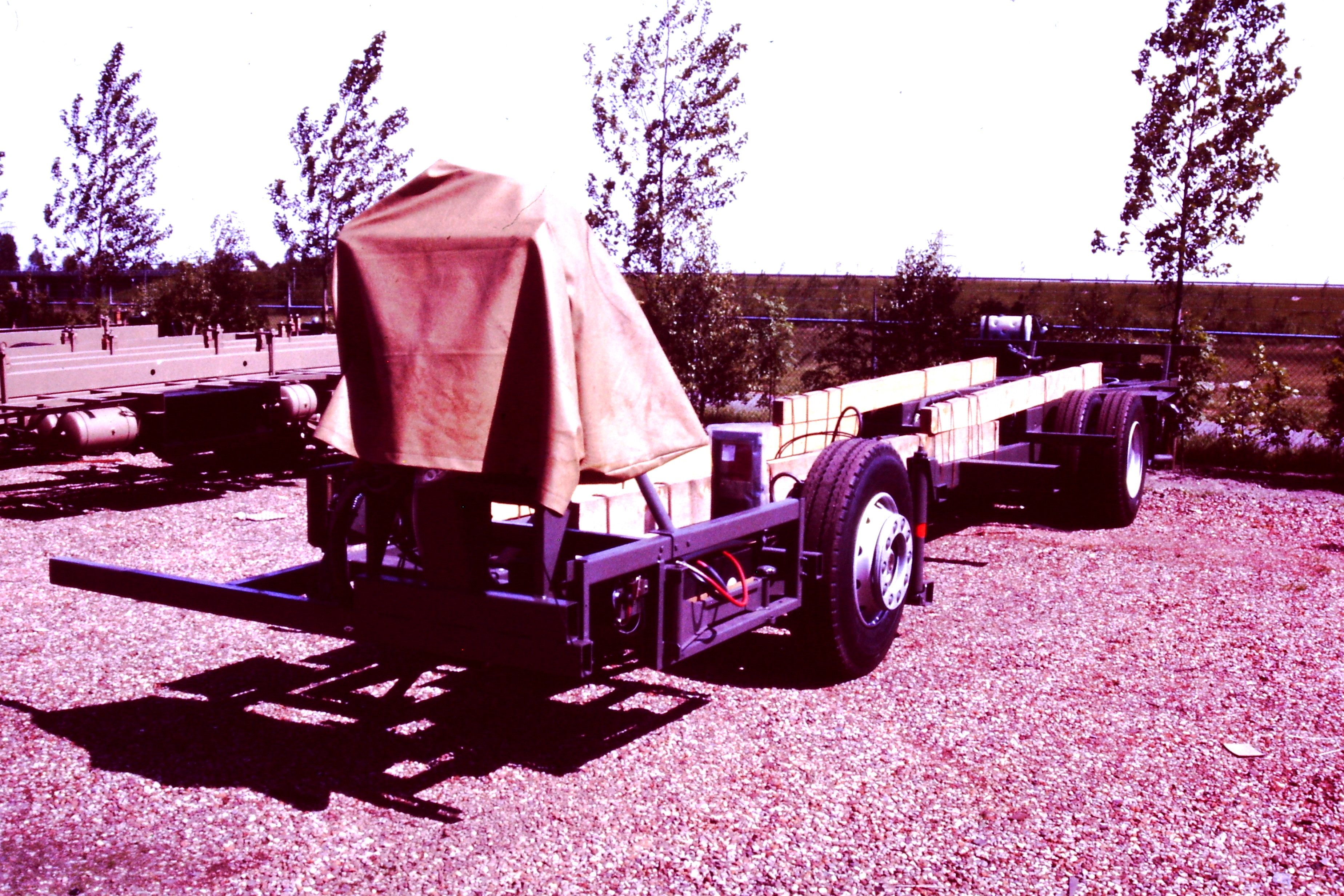
Volvo B10R-55-chassi, sommaren 1985.
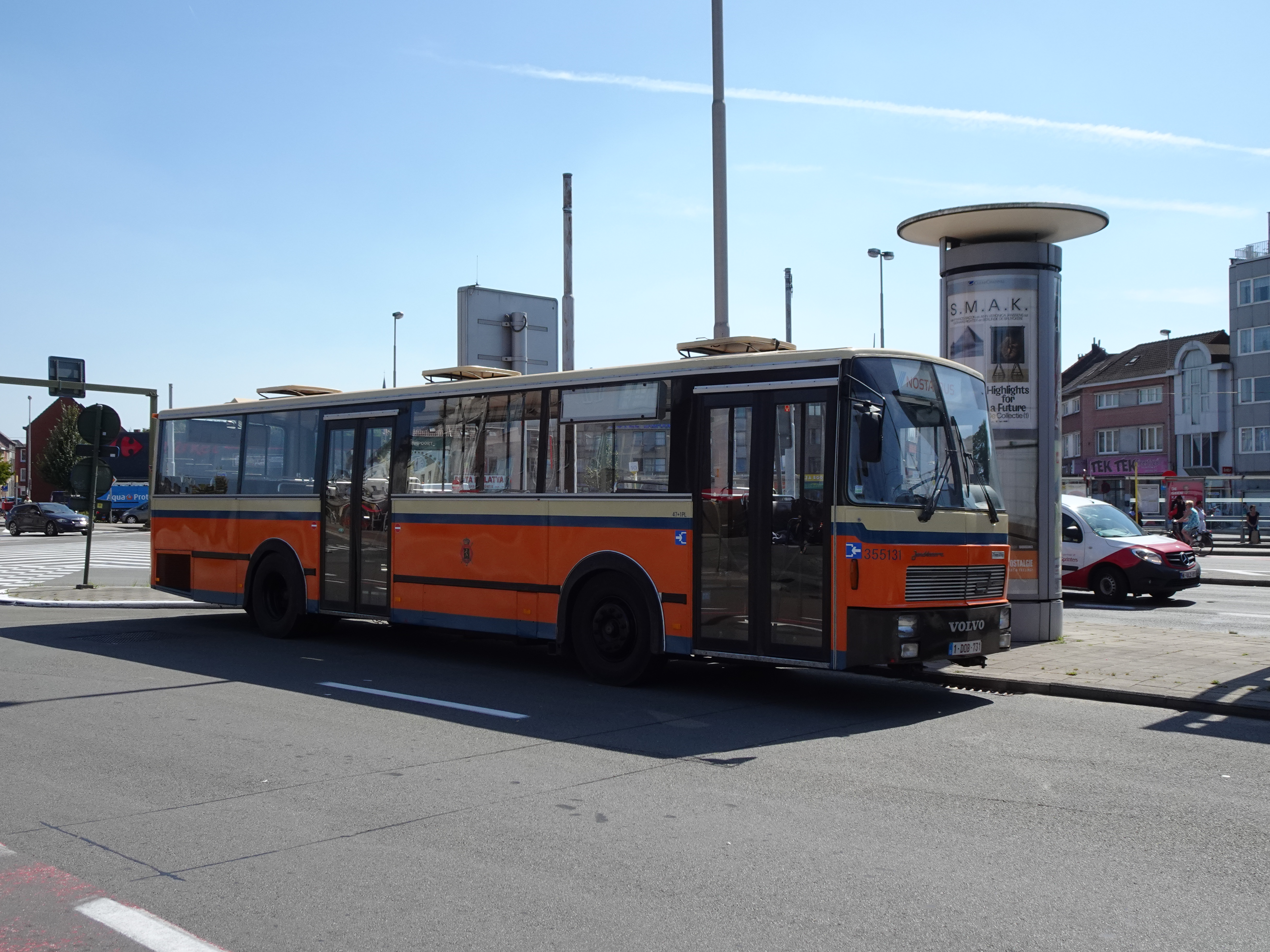
Jonckheere TransCity byggd på Volvo B10R-chassi.
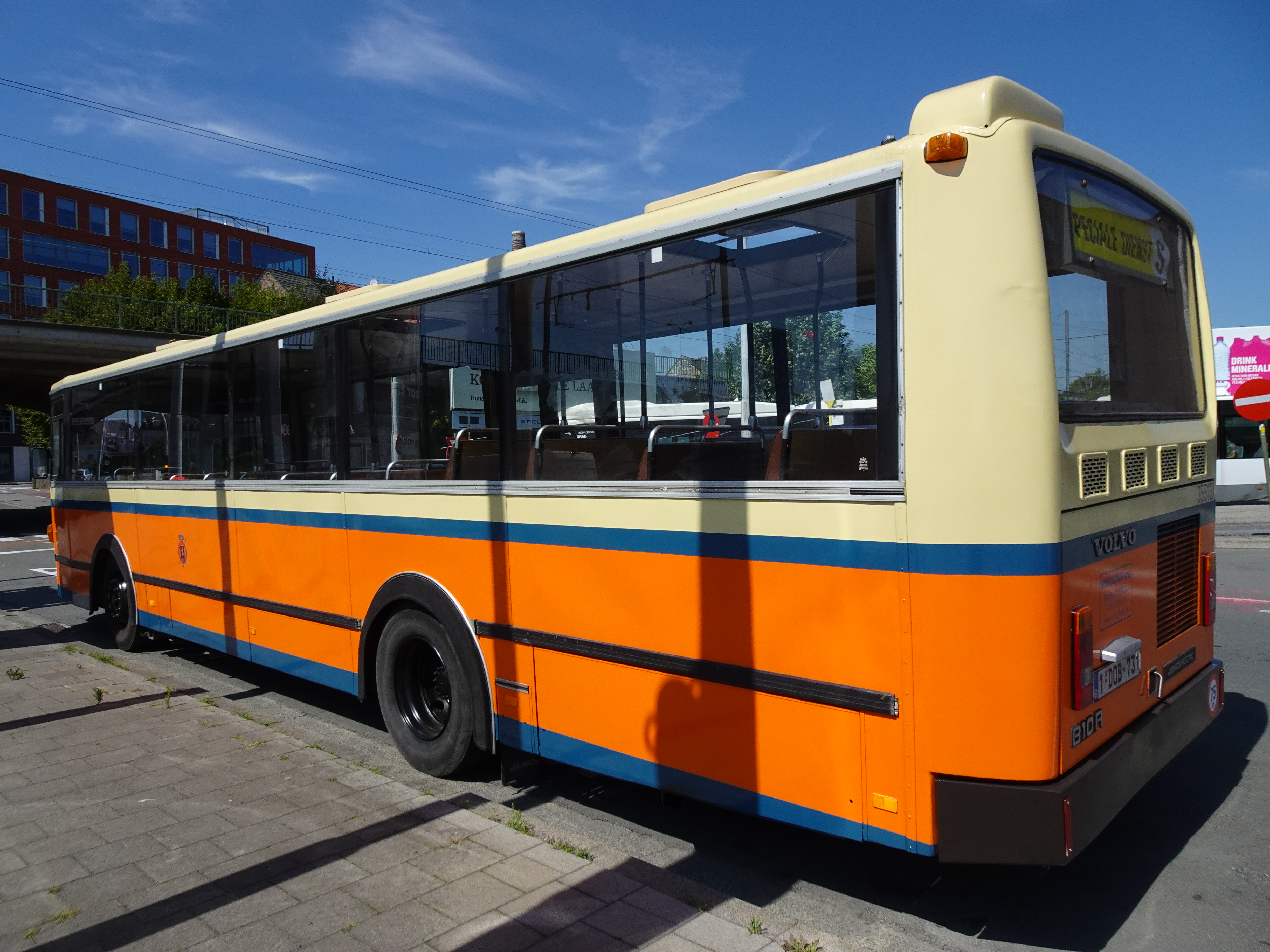
Jonckheere TransCity byggd på Volvo B10R-chassi.